# Tafresch (Verwaltungsbezirk)
Tafresch (persisch شهرستان تفرش) ist ein Schahrestan in der Provinz Markazi im Iran. Er enthält die Stadt Tafresch, welche die Hauptstadt des Verwaltungsbezirks ist. 

## Kreise
- Zentrum
- Farahan

## Demografie
Bei der Volkszählung 2016 betrug die Einwohnerzahl des Schahrestan 24.913. Die Alphabetisierung lag bei 83 Prozent der Bevölkerung. Knapp 66 Prozent der Bevölkerung lebten in urbanen Regionen.
| Zensusjahr | Einwohnerzahl |
| ---------- | ------------- |
| 2011       | 25.912        |
| 2016       | 24.913        |